# Marcelina Grabowska
Marcelina Grabowska (ur. 24 grudnia 1912 we Lwowie, zm. 13 maja 1986 w Warszawie) – polska pisarka, autorka prozy i utworów scenicznych.

## Życiorys
Marcelina Grabowska ukończyła studia na Wydziale Humanistycznym Uniwersytetu Jana Kazimierza we Lwowie. Uzyskała stopień doktora z filologii polskiej. Debiutowała w 1932 na łamach czasopisma „Kobieta Współczesna” jako krytyk teatralny. W 1934 ogłosiła powieść Żółty dom. Od 1935 mieszkała w Warszawie. W latach 1943–1944 działała w konspiracyjnym Związku Syndykalistów Polskich. Była też redaktorką podziemnej prasy, m.in. „Oblicze Dnia”, „Sprawy”. Uczestniczyła w powstaniu warszawskim (1944).

## Twórczość literacka
- Antoni Mroczek poznaje świat (powieść)
- Żółty dom (powieść)
- Ucieczka z Kemeth (opowiadania)
- Skazany na wielkość (opowieść o Kościuszce)
- Konfrontacje (powieść)
- Tropiąc się nawzajem (powieść)
- Po omacku (powieść)
- Dokąd człowieku? (dramaty)